# Кригс-комиссариат
Кригс-комиссариат (нем.  Kriegs «войны́» + комиссариат) — ведомство в русской армии, занимавшееся вопросами денежного довольствия войск и обеспечения их снаряжением, продовольствием, обмундированием и т. п.
Начало формированию данного ведомства было положено указом Петра Великого от 18 февраля 1700 года, согласно которому заведование всеми хлебными запасами ратных людей было поручено окольничему Семёну Языкову, «с наименованием его по сей части генерал-провиантом». Ведомство Языкова в дальнейшем стало называться Провиантским приказом. 23 июня 1701 года Пётр I издал указ о преобразовании Иноземского и Рейтарского приказов в приказ Военных дел. Провиантский приказ организовывал снабжение военнослужащих продовольствием, приказ Военных дел нёс ответственность за выдачу жалованья, обеспечение обмундированием и снаряжением.
Указом Петра I от 31 июля 1711 года для исполнения этих функций при войсках было учреждено Комиссарство под управлением генерал-кригскомиссара, который обладал правом участия в заседаниях Сената. Непосредственное управление Кригс-комиссариатом осуществлялось обер-кригс-комиссаром (или обер-штер-комиссаром) через подчинённых ему кригскомиссаров, а исполнительные функции были взяты на себя земскими комиссарами, которые проводили у населения сбор средств на военные нужды и выдачу их войсковым частям. В губерниях эти обязанности выполняли обер-комиссары в подчинении губернаторов.
В 1713 году под общим руководством генерал-кригскомиссара были объединены провиантское и комиссариатское ведомства. С появлением Военной коллегии Кригс-комиссариат был введён в подчинение её президенту. В дальнейшем его организационная структура и сфера ответственности неоднократно изменялись. В 1800 году была учреждена новая должность генерал-интенданта армии, которому были подчинены генерал-кригскомиссар и комиссариатский департамент. Перед началом Отечественной войны 1812 года осуществление всей хозяйственной деятельности в армии было возложено на военного министра, но в военное время управление ею перешло в руки главнокомандующего русской армией, при этом непосредственное снабжение армейских частей вещевым имуществом, деньгами и другими видами довольствия перешло под ответственность генерал-интенданта и его управления.
В 1864 году в составе Военного министерства было образовано Главное интендантское управление, объединившее провиантский и коммисариатский департаменты.